# Наумкина, Елена Алексеевна
Еле́на Алексе́евна Нау́мкина (24 мая 1948 — 16 декабря 2021) — советская и российская актриса театра и кино.

## Биография
Родилась 24 мая 1948 года.
Дебютировала в кино в главной роли Ио в дипломной работе Динары Асановой — короткометражном фильме «Рудольфио» (1969, по одноимённому рассказу Валентина Распутина). В 1971 году окончила Высшее театральное училище имени Б. В. Щукина. В 1973—2007 годах — в труппе Московского Художественного театра (после разделения театра на два коллектива в 1987 году — в труппе МХАТа имени М. Горького под руководством Татьяны Дорониной), где проработала до 2007 года. В числе театральных ролей — Улинька («Обрыв», по одноимённому роману И. А. Гончарова), Анна Григорьевна Шарова («Её друзья» Виктора Розова).
Умерла 16 декабря 2021 года.

## Фильмография
| Год  |     | Название                                         | Роль                                 |
| ---- | --- | ------------------------------------------------ | ------------------------------------ |
| 1969 | кор | Рудольфио                                        | Ио                                   |
| 1974 | ф   | Сергеев ищет Сергеева                            | Лёка                                 |
| 1975 | ф   | Ирония судьбы, или С лёгким паром!               | буфетчица в аэропорту (нет в титрах) |
| 1977 | ф   | Сумка инкассатора                                | Маргарита Ивановна Устинова          |
| 1980 | ф   | Дом у кольцевой дороги                           | Наташа                               |
| 1980 | ф   | Ожидание                                         | Тоня                                 |
| 1981 | ф   | Было у отца три сына                             | Лена                                 |
| 1981 | тф  | Иванов                                           | Имя персонажа не указано             |
| 1982 | тф  | Этот фантастический мир Выпуск 6. Тень минувшего | Мириам Нургалиева                    |
| 1985 | тф  | Возвращение Будулая                              | Имя персонажа не указано             |
| 1986 | тф  | Путь                                             | горничная                            |

## Роли в театре
| Спектакль                                     | Постановщик(и)                                                                                       | Роль              |
| --------------------------------------------- | --- | ----------------- |
| Валентин и Валентина (М. М. Рощин)            | В. Кузенков, руководитель О. Н. Ефремов                                                              | Валентина         |
| Синяя птица (М. Метерлинк)                    | К. С. Станиславский, Л. А. Сулержицкий, И. М. Москвин возобновление М. М. Яншина и А. М. Комиссарова | Митиль            |
| Амадей (П. Шеффер)                            | М. Г. Розовский                                                                                      | гражданка Вены    |
| Принц и нищий (С. В. Михалков по Марку Твену  | Л. С. Танюк                                                                                          | вторая дама, Бэт  |
| Тамада (А. М. Галин)                          | К. М. Гинкас                                                                                         | гостья на свадьбе |
| Пока арба не перевернулась (О. Д. Иоселиани)  | И. Тарханов                                                                                          | Цаго              |
| Принц и нищий (С. В. Михалков по Марку Твену) | | Джейн, Джин       |
| Путь (А. Ремез)                               | А. А. Васильев                                                                                       | горничная         |
| Обрыв (И. А. Гончаров)                        | А. Созонтов                                                                                          | Улинька           |
| Её друзья (В. С. Розов)                       | В. И. Усков                                                                                          | Шарова            |
| Валентин и Валентина (М. М. Рощин)            | А. А. Васильев                                                                                       | Очкарик           |
| Женщины в народном собрании (Аристофан)       | М. Абрамов                                                                                           | Афинянка          |
| Её друзья (В. С. Розов)                       | | Няня              |
| Синяя птица (М. Метерлинк)                    | | Вода, Насморк     |